# 路易斯·米格尔·桑蒂利亚纳
路易斯·米格尔·桑蒂利亚纳（西班牙語：Luis Miguel Santillana，1951年8月13日—），西班牙男子篮球运动员。他曾代表西班牙参加1974年国际篮联世界锦标赛。他也曾出战1972年和1980年夏季奥运会。